# Golnice (przystanek kolejowy)
Golnice – nieistniejący przystanek osobowy w Golnicach, w województwie dolnośląskim, w Polsce.